# فلورنسا لاك
فلورنسا لاك (بالإنجليزية: Florence Lake)‏ هي ممثلة أمريكية، ولدت في 1904 بتشارلستون في الولايات المتحدة، وتوفيت في 11 أبريل 1980 بلوس أنجلوس في الولايات المتحدة.

## وصلات خارجية
- فلورنسا لاك على موقع IMDb (الإنجليزية)
- فلورنسا لاك على موقع ألو سيني (الفرنسية)
- فلورنسا لاك على موقع أول موفي (الإنجليزية)
- فلورنسا لاك على موقع قاعدة بيانات الأفلام السويدية (السويدية)
- فلورنسا لاك على موقع قاعدة بيانات الفيلم (الإنجليزية)
- فلورنسا لاك على موقع كينوبويسك (الروسية)